# Marcus Paus
Marcus Paus (Oslo, 14 ottobre 1979) è un compositore norvegese ed è uno dei compositori scandinavi contemporanei più eseguiti..
Come compositore contemporaneo classico, è noto come rappresentante di un ri-orientamento verso la tradizione, la tonalità e la melodia, e le sue opere sono state elogiate da critici in Norvegia e all'estero. Il suo lavoro include musica da camera, opere corali, opere soliste, concerti, opere orchestrali, opere liriche, sinfonie e musica sacra, così come opere per teatro, cinema e televisione. Paus è considerato "uno dei compositori classici più celebrati della Norvegia" e "il principale compositore norvegese della sua generazione".
Sebbene spesso tonale e guidata dalla melodia, la musica di Paus impiega un'ampia gamma di tecniche sia tradizionali che moderniste, e diverse opere di Paus sono state influenzate dalla musica folk e dalla musica classica non occidentale. Paus si è definito un "melodista", "anarco-tradizionalista" o un compositore umanista, ed è noto per sostenere il pluralismo musicale. Ha "guadagnato una reputazione come compositore contemporaneo prolifico, versatile e altamente comunicativo" le cui "opere ruotano attorno a un forte apprezzamento per l'uso funzionale di armonie e forme tradizionali, combinato con il suo particolare linguaggio espressivo contemporaneo". È stato anche descritto come un modernista lirico o un compositore postmoderno. Nel 2022 Paus è stato incaricato dalle Forze Armate Norvegesi di scrivere un'opera "identitaria e unificante" di grande importanza per le forze armate.
Marcus Paus ha musicato poeti e scrittori come Dorothy Parker, W.B. Yeats, Oscar Wilde, Siegfried Sassoon, Richard Wilbur, William Shakespeare, Christina Rossetti, Emily Dickinson e Anna Frank, e norvegesi come André Bjerke, Jens Bjørneboe, Arne Garborg, Knut Hamsun, Johan Falkberget, Harald Sverdrup e Ole Paus. Tra le sue opere di musica sacra figurano "O Magnum Mysterium" e "Requiem". È uno dei pochi compositori d'opera contemporanei norvegesi e ha scritto diverse opere per bambini in collaborazione con Ole Paus. Co-conduce la serie di podcast "Paus og Castle blir kloke på musikklivet" (Paus e Castle capiscono la vita musicale) con il musicista punk e rap Kim Morten Mohn.

## Sfondo
Marcus Paus è nato a Oslo ed è figlio di uno dei più noti cantautori norvegesi, Ole Paus, e dell'ex pop star Anne-Karine Strøm. È cresciuto nel quartiere Røa di Oslo. Suo nonno, il generale Ole Paus, era a capo del gruppo dell'esercito nel servizio di intelligence militare del Comando supremo norvegese in esilio a Londra durante la Seconda Guerra Mondiale, uno dei fondatori del Servizio di Intelligence Norvegese e successivamente il norvegese di grado più alto nella Struttura di Comando della NATO negli anni '70; nacque e crebbe a Vienna dal Console Generale norvegese Thorleif Paus e da una madre viennese, Gabriele (Ella) Stein, la cui famiglia si era convertita dall'ebraismo al cattolicesimo. Il padre di Ella, l'avvocato viennese August Stein (1852-1890), lasciò la Comunità Ebraica di Vienna nel 1877 e fece battezzare i suoi figli come cattolici nel 1885/86. Il cognome era ufficialmente scritto "von Paus" (o a volte "de Paus") in Austria-Ungheria, sebbene la famiglia non usasse una particella in norvegese. La famiglia Paus apparteneva all'élite regionale che governava l'Upper Telemark dal XVII secolo, l'"aristocrazia degli ufficiali" costituita da giudici e sacerdoti della Chiesa di Stato della Norvegia; il suo ramo familiare si stabilì come mercanti e armatori nella città portuale di Skien alla fine del XVIII secolo e furono notati come industriali milionari dell'acciaio a Christiania (Oslo) nei secoli XIX e XX. La famiglia era la parente più stretta del drammaturgo Henrik Ibsen, che era un cugino di primo grado del bisnonno di Marcus Paus, l'industriale dell'acciaio Ole Paus. Suo nonno e bisnonno possedevano il Castello di Kvesarum in Svezia fino al 1951.
Nel 2019 ha sposato la compositrice e cantante Tirill Mohn, ex membro della band art rock White Willow e discendente degli artisti Christian Krohg e Oda Krohg; lui e sua moglie sono lontanamente imparentati in quanto entrambi discendono dal primo procuratore generale della Norvegia, Bredo Henrik von Munthe af Morgenstierne Sr.

## Carriera
Paus ha frequentato la Scuola Waldorf di Oslo. Da studente di liceo in una scuola musicale, è stato profondamente influenzato dal suo insegnante, il compositore Trygve Madsen. Ha anche frequentato due corsi estivi presso il Musicians Institute di Hollywood a metà degli anni '90. Durante la sua adolescenza, a partire dai primi anni '90, è stato attivo come chitarrista rock progressivo, ed è stato riconosciuto nel Guinness dei primati come il chitarrista più veloce del mondo a metà degli anni '90. Paus ha lasciato la scena rock progressiva intorno al 1997 ed è stato successivamente descritto come "l'ultimo eroe della chitarra".
Ha studiato presso l'Accademia Norvegese di Musica dal 1998 al 2002; all'età di 18 anni, è diventato uno dei suoi studenti più giovani mai accettati nel suo programma di composizione. Tra i suoi insegnanti c'era Olav Anton Thommessen. Paus ha fatto il suo debutto come compositore nel 2000 con il Quartetto d'archi n. 1, basato su immagini di Edvard Munch, che ha vinto il premio della Società Grieg di Oslo. Dopo la laurea, si è trasferito a New York City, dove ha studiato composizione classica presso la Manhattan School of Music dal 2003 al 2005. A New York è stato studente di Richard Danielpour e ha trascorso un semestre lavorando come suo assistente. Il successo di Paus come giovane compositore di rilievo è arrivato nel 2008, con la Missa Concertante, scritta per il Festival Internazionale di Musica Sacra di Oslo. La sua prima opera, Le Streghe, con un libretto di Ole Paus, risale allo stesso anno. Nel 2010, è stato direttore artistico del Festival dell'Opera di Oslo. Paus ha vissuto e lavorato a Berlino dal 2011 al 2016, quando è tornato in Norvegia. Paus è diventato membro della Società Norvegese dei Compositori nel 2005, ed è stato uno dei quattro membri del suo comitato musicale, il suo organo di esperti in questioni artistiche, dal 2019.

## Stile musicale
Paus è un noto rappresentante di un ri-orientamento verso la tradizione, la tonalità e la melodia. Anche se spesso tonale e guidato dalla melodia, la musica di Paus impiega un ampio spettro di tecniche sia tradizionali che moderniste, incluso l'aleatorismo e i procedimenti seriali. L'armonia di Paus è tipicamente complessa, combinando strutture non tradizionali come i clusters e le forme armoniche simmetriche con l'armonia triadica. Diverse opere di Paus sono state influenzate dalla musica popolare e dalla musica classica non occidentale, tra queste Lasuliansko Horo (2004) per violino e pianoforte (musica popolare bulgara), il concertino per flauto A Portrait of Zhou (2012) (musica cinese), e Fanitull (Devil's Tune) da Two Lyrical Pieces (2007) per orchestra d'archi (musica folk norvegese). Da adolescente, Marcus Paus era attivo come chitarrista di rock progressivo, e questa esperienza si riflette a volte in alcune delle musiche più energiche di Paus, come il Scherzo II dalla sua Sonata per violoncello (2009) e il 3° movimento, Mosh, dai suoi Three Movements for Solo Cello (2012). Paus è anche influenzato dalla musica da film, e ha citato John Williams come una importante influenza nel modo in cui egli incarna la dissonanza e le tecniche d'avanguardia all'interno di un più ampio quadro tonale. È inoltre ispirato da Ravel e Shostakovich.
Come giovane compositore nel 2007, si è descritto come un "conservatore culturale non-modernista" nel suo stile musicale. In un'intervista del 2013, le sue opinioni erano più sfumate e ha detto che non è contrario al modernismo e che il modernismo ha incluso importanti innovazioni e contributi, ma che sostiene la diversità negli stili musicali e nelle influenze, e una "maggiore accettazione di uno stile musicale ispirato alla tradizione". Nel tempo Paus ha abbracciato le influenze moderniste in misura maggiore, pur mantenendo una tonalità e un interesse per la tradizione; il critico musicale della NRK, Trond Erikson, scrisse nel 2015 che "se qualcuno potesse essere chiamato un modernista lirico, sarebbe Marcus Paus" e che "Marcus Paus ha dimostrato che creare qualcosa di nuovo, emozionante e bello non è riservato ai vecchi maestri". In un'intervista del 2017 Paus ha detto di sentirsi emarginato dai compositori modernisti atonali più anziani alla fine degli anni '90, ma che "per fortuna, il clima è ora piuttosto diverso, e più generoso e aperto di mente". Nel 2020, Paus si è descritto come un "anarco-tradizionalista" che si sentiva costretto a ribellarsi ai pregiudizi contro i valori musicali tradizionali negli anni '90 e all'inizio degli anni 2000. Nel 2022 ha anche descritto se stesso come un compositore umanista, e ha detto che sebbene il suo lavoro sia spesso ispirato dalla tradizione, non si sente vincolato da essa. Ha anche detto che non è mai stato un anti-modernista. Guy Rickards ha definito Paus su Gramophone come "un compositore postmoderno di successo".
Paus si è descritto come un "melodista", affermando che "la melodia è alla musica quello che un profumo è per i sensi: risveglia la nostra memoria. Dà un volto alla forma, e identità e carattere al processo e al procedimento. Non è solo un soggetto musicale, ma una manifestazione del soggettivamente musicale. Trasmette e irradia personalità con tanta chiarezza e intensità quanto l'armonia e il ritmo combinati. Come potente strumento di comunicazione, la melodia serve non solo come protagonista nel suo stesso dramma, ma come messaggero dall'autore al pubblico." Si considera un "drammaturgo musicale" che usa la sua musica per "simpatizzare con qualcosa di preesistente" per trasmettere "qualcosa che è umano."
Paus ha detto che "le parole sono la mia passione. Se non fossi un compositore, probabilmente avrei cercato di diventare un poeta o uno scrittore. Forse mio padre, con il suo amore per la relazione tra parole e musica, ha avuto a che fare con questo (...) Metto in musica ciò che amo, e ciò a cui non posso resistere. Mettere in musica la poesia è un impulso (...) Penso alla musica come sottotesto e simbolismo." Paus è membro della Società Riksmål e in un'intervista del 2002 ha collegato le sue vedute sulla musica alle sue vedute sulla lingua.
Frances Borowsky nota che Paus "si è guadagnato la reputazione di essere un compositore contemporaneo prolifico, versatile e altamente comunicativo" i cui "lavori ruotano attorno ad un forte apprezzamento per l'uso funzionale di armonie tradizionali e forma, combinato con il suo unico linguaggio espressivo contemporaneo idiosincratico." Danny Riley nota che Paus è una delle "figure musicali chiave nel panorama compositivo moderno della Norvegia" e sostiene che le composizioni di Paus potrebbero essere viste come una reazione contro i compositori contemporanei norvegesi più anziani, ma che non è un conservatore completo. Il musicologo Edward Green scrive che la musica di Paus "è radicata nella tradizione, è intrisa del valore dell'artigianato attento, eppure, allo stesso tempo, è appassionata, sorprendente, originale, profondamente lirica, e ferventemente umanista nella sua orientazione sociale e politica." Green descrive Paus come "il principale compositore norvegese della sua generazione." La rivista musicale Ballade ha definito Paus come onnipresente nella musica classica contemporanea norvegese.

## Lavoro e collaborazioni
Conosciuto per la sua scrittura virtuosistica e idiomatica, Paus ha collaborato con alcuni dei migliori solisti della Norvegia, tra cui i violinisti Henning Kraggerud e Arve Tellefsen, il sassofonista Rolf-Erik Nystrøm e la cantante Tora Augestad. Marcus Paus è noto anche per le sue collaborazioni con altri artisti, tra cui spicca il pittore svedese Christopher Rådlund, così come il cantautore e poeta Ole Paus (librettista di diverse opere di Paus). Altri collaboratori includono la regista Sara Johnsen, il danzatore, coreografo e fondatore di FRIKAR Hallgrim Hansegård, e l'attrice Minken Fosheim.
Paus ha messo in musica numerosi poeti e scrittori, tra cui Dorothy Parker, W.B. Yeats, Oscar Wilde, Siegfried Sassoon, Richard Wilbur, William Shakespeare, Christina Rossetti, Emily Dickinson e Anna Frank, e i norvegesi André Bjerke, Jens Bjørneboe, Arne Garborg, Knut Hamsun, Johan Falkberget, Harald Sverdrup e Ole Paus.
Tutti i quattro quartetti d'archi di Paus sono tematici sui pittori (i numeri 1 e 4 su dipinti di Edvard Munch, il numero 2 su un dipinto di Halfdan Egedius, e il numero 3 su dipinti di Christopher Rådlund).
Il lavoro corale di Paus, The Stolen Child (2009), basato sulla poesia di William Butler Yeats, è stato uno dei suoi primi lavori a ricevere un riconoscimento critico internazionale. Scritto per l'Ensemble 96, è stato incluso nel loro album Kind (2010) che presentava musica corale nordica, e che è stato candidato per il Grammy Award per la Migliore Performance Corale. Stephen Eddins ha scritto che il lavoro di Paus è "suntuosamente lirico e magicamente selvaggio, e [...] cattura magnificamente il mistero seducente e il pericolo e la malinconia" di Yeats. Kirk McElhearn ha scritto che "presenta un mondo sonoro che è sorprendente e commovente."
Il Concerto per Timpani e Orchestra di Paus, scritto per il 250º anniversario dell'Orchestra Filarmonica di Bergen, ha scatenato il più grande dibattito pubblico sulla musica d'arte in Norvegia dal 1970, con un gran numero di articoli di compositori norvegesi sul giornale musicale Ballade riguardo alla sua estetica e al futuro della musica contemporanea. Danny Riley ha sostenuto che "è tentante vedere le sue pirotecniche strumentali come un residuo dei giorni di Paus a strappare la chitarra nei gruppi di rock progressivo da adolescente".
Nel 2017, l'album Marcus Paus - Odes & Elegies è stato rilasciato da Sheva Contemporary, con le sue opere A Portrait of Zhou, Marble Songs, Shostakovich in Memoriam, Vita e Love's Last Rites, eseguite da Tom Ottar Andreassen, l'Orchestra Radiofonica Norvegese, Henning Kraggerud, Oslo Camerata diretta da Stephan Barratt-Due e altri. L'album ha ricevuto il plauso della critica.
Il musicologo Ralph P. Locke ha scritto che le Hate Songs di Paus, basate sulla poesia di Dorothy Parker, "si sono rivelate essere una delle opere più coinvolgenti" negli ultimi anni; "il ciclo esprime il tema preferito di Parker: quanto sono terribili gli esseri umani, specialmente il maschio della specie". Nel 2018, Tora Augestad e la Filarmonica di Oslo hanno rilasciato l'album Portraying Passion: Works by Weill/Paus/Ives, con opere di Kurt Weill e Charles Ives oltre alle Hate Songs di Paus, e l'album ha vinto il Spellemannprisen 2018 (Grammy norvegese) per il miglior album classico. Locke ha messo in risalto la registrazione di Hate Songs di Augestad come una delle "migliori opere di musica lirica e vocale" di quell'anno. Albrecht Thiemann, redattore di Opernwelt, ha definito l'opera "un opus straordinariamente orchestrato e scintillante di spirito" e "un colpo di Stato che fornisce un immenso piacere di ascolto".
Le sue opere per bambini includono le opere per bambini Le Streghe, basate su Roald Dahl, e Il Ragazzo delle Ceneri - La Storia di Pål, entrambe scritte in collaborazione con suo padre Ole Paus. La sua opera per bambini I Figli di Ginko è stata presentata in anteprima a Shanghai nel 2020 come parte del progetto Ibsen International sostenuto dal Ministero degli Affari Esteri norvegese.
Il suo lavoro comprende anche musica sacra, tra cui l'ampiamente eseguito O Magnum Mysterium (2007), Missa Concertante (2008) e Requiem (2014), quest'ultimo scritto con suo padre Ole Paus. Il critico musicale tedesco Jan Brachmann ha scritto sul Frankfurter Allgemeine Zeitung che il O Magnum Mysterium di Paus traduce "il linguaggio armonioso delle colonne sonore per i thriller misteriosi in devozione pia, quasi basato sul massimo: 'Tu, Natale, sei come un film di David Lynch, ma con un lieto fine e nessuna morte.'
Nel 2018 Julie Kleive e Joachim Kwetzinsky hanno pubblicato l'album En hellig, alminnelig lek (Un Sacro, Ordinario Gioco) con canzoni di Paus basate sulla poesia di André Bjerke. Nel 2020 Kleive e Kwetzinsky hanno pubblicato l'album Dypt i forledelsen (Profondamente nella Seduzione) con canzoni di Paus basate sulla poesia di Jens Bjørneboe. La critica musicale Maren Ørstavik ha descritto quest'ultimo come "un solido, moderno ciclo di canzoni" scritto con "un senso di melodie cantabili, forme classiche e strumentazione tradizionale" e ha notato che "è interessante confrontare le due opere, che dimostrano che Paus è un compositore originale nonostante le forme convenzionali e la strumentazione."
Nel 2020, Paus ha pubblicato il ciclo di canzoni Good Vibes in Bad Times, scritto per mezzosoprano Tora Augestad basato su testi di Donald Trump riconcettualizzati come poesie. Paus ha detto che "più che essere semplicemente una presa in giro a Trump (che, ovviamente, lo è), questi testi offrono una prospettiva umanizzante, permettendoci di provare pietà dove la realtà altrimenti lascia poco spazio per essa."
In una recensione della colonna sonora di Paus per Mortal (2020), Jonathan Broxton ha scritto che l'opera "è probabilmente destinata a essere ricordata come la svolta di un superbo 'nuovo' talento perché se questo è un indicativo del suo lavoro, diventerà molto popolare molto presto." Paus è stato candidato per i Movie Music UK Awards 2020; Broxton ha scritto che Paus, "che è già considerato un enfant prodige nei circoli classici - mi ha colpito con la colonna sonora per l'horror/fantasy di supereroi Mortal." Paus è stato anche candidato per un Amanda Award e come candidato norvegese per i Nordic Film Music Days - HARPA Award 2021 per l'opera; la giuria dell'HARPA l'ha descritta come "un'opera orchestrale maturamente impressionante che si sente sia introvertita che estrovertita allo stesso tempo, dipingendo la sua fantastica tela con ampie pennellate impressionistiche." Daniel Schweiger ha descritto Mortal come "veramente sconvolto nell'annunciare il talento sinfonicamente vendicativo di Paus a un campo di gioco più ampio.
Nel 2020, l'opera di Paus Ingenting forsvinner (Niente Scompare), con testi di Ole Paus, è stata eseguita per la prima volta dal NyNorsk Brass Quintet e Tora Augestad; Paus ha descritto l'opera come "parti uguali epitaffio, confessione, preghiera e minaccia." Nel 2021, il concerto per chitarra Decameron e il concerto per violino Voyage sono stati eseguiti per la prima volta dall'Orchestra Filarmonica Artica Norvegese con i solisti Petter Richter e Miriam Helms Ålien. Nel 2021, il concerto per tuba Tuba Mirum è stato eseguito per la prima volta dal tubista August Schieldrop e la Filarmonica di Oslo.
Il doppio album Cabin Fever: Pandemic Works (Sheva Contemporary, 2022) contiene nuove opere scritte durante la pandemia di corona, eseguite dall'Orchestra Filarmonica Artica Norvegese e vari musicisti. L'album Requiem/Trisyn/Læreren som ikke ble (2022) contiene in particolare il Requiem di Marcus e Ole Paus e The Teacher Who Was Not To Be di Paus e Olav Anton Thommessen.
Nel 2022 le Forze Armate Norvegesi hanno commissionato a Paus di scrivere un'opera importante per raccontare le storie dei destinatari del massimo onore norvegese, la Croce di Guerra. Le Forze Armate hanno affermato che l'idea è che l'opera sarà un "lavoro di costruzione dell'identità e unificante" per le forze armate. È stata la più grande commissione nella storia della musica militare norvegese. Durante l'invasione russa dell'Ucraina di quell'anno, Paus ha composto la canzone "Slava Ukraini!", che ha descritto come una canzone di resistenza. Paus ha detto che "l'opera sembra toccare molte persone, compresi coloro che si trovano nel mezzo della zona di battaglia. Non c'è compito più nobile per la musica che unire e confortare le persone."
Paus ha espresso interesse a scrivere un'opera basata su Peer Gynt di Ibsen.

## Altre attività
Dal 2021 Paus co-conduce il podcast Paus og Castle blir kloke på musikklivet (Paus e Castle capiscono la vita musicale) con suo cognato, il musicista punk e rap e produttore musicale Kim Morten Mohn (noto anche con il nome d'arte Kim Castle). Paus ha eseguito un assolo di chitarra elettrica sul singolo del 2021 "Mamman og Pappans Anthem (feat. Marcus Paus)" rilasciato dal duo elettronico detdusa; è stata la prima apparizione di Paus come interprete dagli anni '90.

## Opere selezionate

### Opere orchestrali
- Croce di guerra (Krigskorset) (2022), scritto per le Forze Armate Norvegesi
- Tuba Mirum (2021), scritto per la Filarmonica di Oslo e il tubista August Schieldrop
- Decameron: Concerto Rifugio (2020)
- L'ultimo rito dell'amore (Love's Last Rites) (2017)
- Concerto per timpani e orchestra (2015), scritto per l'Orchestra Filarmonica di Bergen
- Canzoni d'odio per mezzosoprano e orchestra (Hate Songs for Mezzosoprano & Orchestra) (2013–14), testo: Dorothy Parker
- Musica per orchestra (2012)
- Un ritratto di Zhou (Concertino per flauto e orchestra) (2012)
- Concerto triplo per violino, viola e orchestra (2011)
- Due pezzi lirici (2007)
- Ave Mozart! (2006)

### Opere corali
- Litanie (2021), testo di Siegfried Sassoon
- Nessuna ricerca, nessun salvataggio (No Search, No Rescue) (2017), testo del poeta palestinese Jehan Bseiso
- Verrà il giorno dell'ira (The Day of Wrath Shall Come) (2017), testo di Thomas of Celano
- Libera è la terra (Free is the Land) (2016), testo di Ole Paus
- La bellezza che rimane ancora (The Beauty That Still Remains)[8] (2015), libretto del compositore basato sul Diario di una giovane ragazza di Anna Frank
- Dies Irae (2014), testo di Heidi Køhn
- E ora rimane (And Now Abide) (2012)
- Il bambino rubato (The Stolen Child) (2009), testo: W.B. Yeats
- Messa Concertante (2008)
- O magnum mysterium (2007)
- La cupola e il fiume (The Dome & the River) (2006)

### Opere e lavori teatrali
- I bambini di Ginko / Frøbarna (2017–18), opera da camera in un atto, libretto di Oda Fiskum
- Canzoni d'odio per mezzosoprano e orchestra (Hate Songs for Mezzosoprano & Orchestra) (2013–14), testo: Dorothy Parker
- Il gioco di Christian Frederik (Spelet om Christian Frederik) (2014)
- Eli Sjursdotter (2013–14), libretto di Ola Jonsmoen
- L'insegnante che non doveva essere (The Teacher Who Was Not To Be) (2013), libretto dell'insegnante che non doveva essere (Olav Anton Thommessen)
- Il ragazzo delle ceneri - La storia di Pål (Askeladden – Påls versjon) (2010–11), libretto di Ole Paus, basato sul personaggio della fiaba Askeladden
- Il coro selvaggio (The Wild Choir) (2009), testo di Knut Hamsun

### Opere da camera
- Due canzoni eldritiche per voce (tenore) e pianoforte (2021)
- Frammenti da Saffo (2020)
- Sonata per violino e pianoforte (2020)
- Canzoni da Shiraz (2020)
- La canzone e la catastrofe (2018), testo di Ulrik Farestad
- Confessioni (2018), testo di André Bjerke
- Mai (2017), testo di André Bjerke
- Miracolo quotidiano (2017), testo di André Bjerke
- Coinquilini (2017), testo di Ulrik Farestad
- Canzoni di fine estate (2017), testo di Jan Erik Vold
- L'anelito delle cose (2017), testo di André Bjerke
- Canzoni d'amore (2016), testo di Dorothy Parker
- Musica da ascoltare (Sonetto VIII) (2016), testo di William Shakespeare
- Sonata per contrabbasso e pianoforte (2016)
- La raccolta (2016), testo di Edvard Munch
- Dopo il gioco: Lo sguardo dell'eternità (2015), testo di Ole Paus
- Fanfara per due violini (2015)
- Requiem (2014), testo di Ole Paus
- Avvitando Britten (2013)
- Quartetto d'archi n. 4 'Ceneri' (2013)
- Sonata per violoncello e pianoforte (2009)
- Quartetto d'archi n.3 (2006)
- Trio per clarinetto, violino e pianoforte (2006)
- Lasuliansko Horo per violino e pianoforte (2004)

### Opere soliste
- Slava Ukraini! (2022; composto durante l'invasione russa dell'Ucraina nel 2022)
- Buone vibrazioni nei momenti difficili (2020)
- Decameron: Concerto Rifugio (2020)
- Presagi (2020)
- Febbre da capanna (2020)
- Le acque di Vinje (Souvenir d'un Voyage) (2019)
- Intrada per oboe solo (2018)
- Variazioni Kleiberg per pianoforte solo (2018)
- Canzone di Mathias per pianoforte solo (2018)
- Sarabande per clavicordo solo (2018)
- Stetind (2018)
- Solo per violoncello solo (2017)
- Linee di settembre per clarinetto solo (2017)
- Sonata per clarinetto solo (2017)
- Christiania, 1899 per pianoforte solo (2016)
- Elegia per flauto dolce alto (o oboe) solo (2016)
- Apparizioni per flauto solo (2016)
- Canzoni di marmo (2016)
- Agguato (2016)
- Sonata per fagotto solo (2016)
- Tre linee (2016)
- Due idilli (2016)
- Due pezzi per clavicembalo solo (2016)
- Un prologo al passato (2015)
- Inventario (2015), testo di Dorothy Parker
- Schizzi estivi (2015)
- Teoria (2015), testo di Dorothy Parker
- Un fronte più lontano (2014)
- Sul nome di Bach (2014)
- Vita (2014)
- Tre sfumature del male (2013)
- Trauermusik per violoncello solo (2012)
- 4 Memento Mori per pianoforte solo (2012)
- Le signore sul ponte per violino solo (2010)

### Colonne sonore
- Rex Barbaricum (serie di documentari)
- Mortale (2020), diretto da André Øvredal
- UMEÅ4ever (2011), diretto da Geir Greni
- Upperdog (2009), diretto da Sara Johnsen[9]

## Riconoscimenti
- 2020 - Premio Amanda[10]
  - Candidatura per la miglior colonna sonora per Mortal